# 馬坤
馬坤（1494年—1570年），字順卿，號石渚，南直隶扬州府通州人，明朝政治人物。

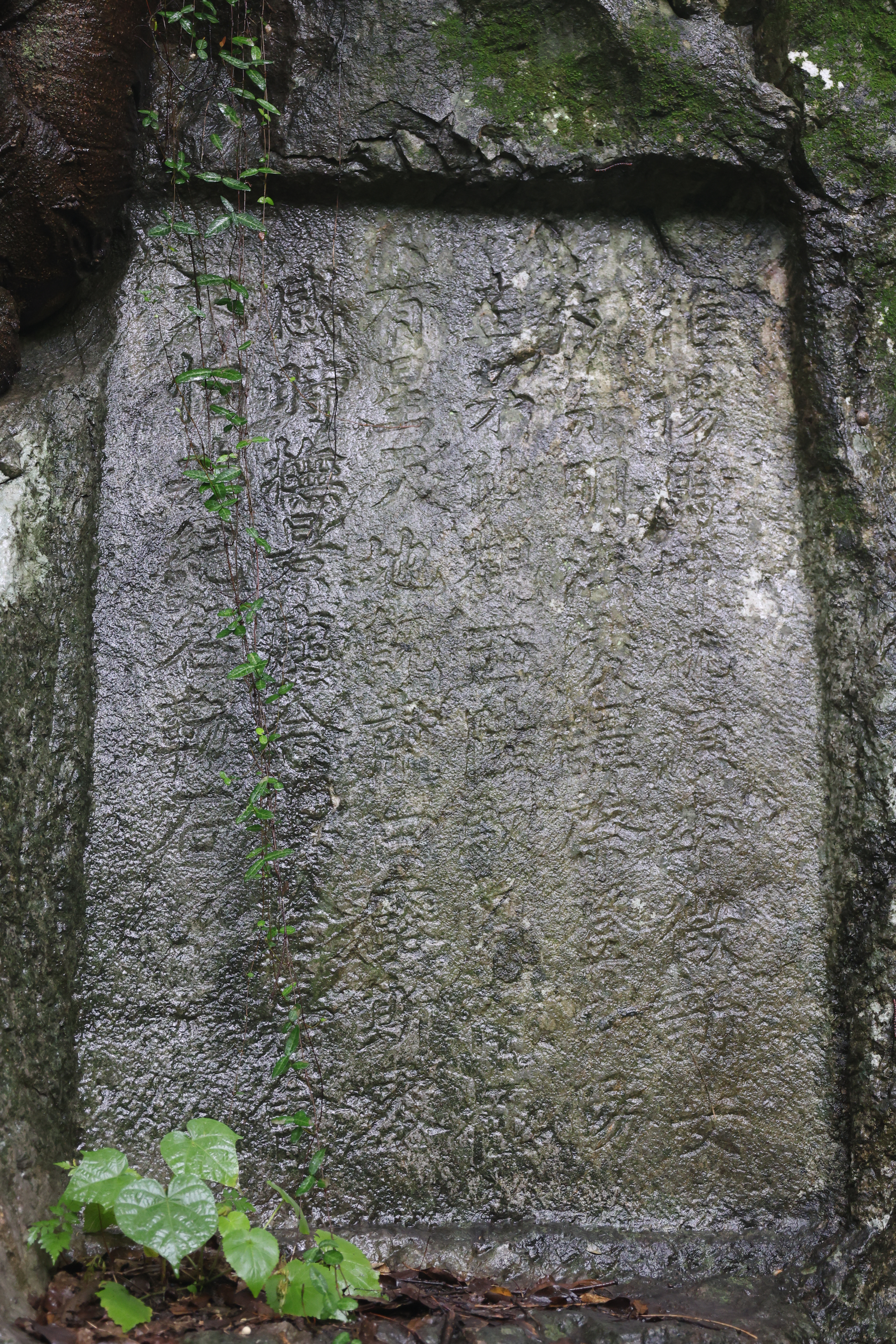
馬坤在杭州三茅觀留下的題名：维扬马坤、桃源李征、新安胡宗明、涪陵谭棨，登紫阳三茅仙观。西陆驳日，南极有星，天地既肃，白露斯零，感时抚景，尘念俱捨，嘉会不恒，共纪名勒石。

## 生平
治《詩經》，由國子生中式丙子科（1516年）應天府鄉試第十四名舉人，嘉靖二年（1523年）癸未科會試第一百九十一名，第二甲第五十五名進士。授户部主事，升兵部员外郎，嘉靖十年（1531年）七月以兵部失火事謫宁波府推官，升广州府通判、汀州府知府，累官湖广副使。湖广接壤川贵，苗兵叛乱綿连数岁，马坤参赞督抚平定之。升福建布政使司左参政，二十三年十一月升浙江按察使，二十四年八月升本省右布政使，遷河南左布政使，三十年正月升顺天府府尹，六月升大理寺卿，十一月升户部右侍郎，兼都察院右佥都御史、督理蓟州等处粮饷，三十一年七月升本部左侍郎，三十二年七月奉命督理给军粮饷，三十三年六月奉命督防守九门京营兵粮饷，三十四年六月升南京工部尚书，三十六年九月改南京户部尚书，三十八年六月改户部尚书。马坤为南京户部尚书時，奏减折色银为四钱，诸军开始怨恨，三十九年二月南京振武营兵乱，督储侍郎黄懋官被杀，南京科道官刘行素、赵时齐等各上疏言诸军激变始于马坤之议减折银，遂令马坤致仕。隆慶四年（1570年）十二月卒。

## 著作
著有《三馀雅㑹》、《石渚奏议》四卷、《石渚遗稿》八卷。

## 家族
曾祖馬用裕。祖父馬文駾，壽官。父馬慧。母胡氏。具庆下。行六，兄健、循、節（贡士）、徹、壮。